# Oberengstringen
Oberengstringen est une commune suisse du canton de Zurich, située dans le district de Dietikon.

Photo aérienne prise à 300 m par Walter Mittelholzer (1920).